# Vilhove, Zinkiv
Vilhove (în ucraineană Вільхове) este un sat în așezarea urbană Opișnea din raionul Zinkiv, regiunea Poltava, Ucraina.

## Demografie
Componența lingvistică a localității Vilhove
     Ucraineană (93%)
     Rusă (7%)
Conform recensământului din 2001, majoritatea populației localității Vilhove era vorbitoare de ucraineană (93%), existând în minoritate și vorbitori de rusă (7%).